# Johann von Dumreicher
Johann Heinrich Georg Freiherr Dumreicher von Österreicher (Trieste, 13 gennaio 1815 – Januševec, 16 novembre 1880) è stato un chirurgo austro-ungarico.

## Biografia
Era il padre di Armand von Dumreicher (1845-1908), un politico noto per le riforme educative.
Studiò medicina all'Università di Vienna, conseguendo il dottorato nel 1838. Nel 1844 fu abilitato come docente a Vienna, e nel 1846 divenne primario medico del dipartimento chirurgico presso l'Allgemeines Krankenhaus. Nel 1849 fu nominato professore di chirurgia e capo della clinica chirurgica.
Conosciuto per il suo lavoro nella medicina ortopedica, i suoi studenti e assistenti comprendevano i chirurghi Eduard Albert (1841-1900) e Wenzel von Linhart (1821-1877), i ginecologi Rudolf Kaltenbach (1842-1893) e Friedrich Schauta (1849-1919), ostetrico Ludwig Bandl (1842-1892) e chirurgo Carl Nicoladoni (1847-1902).
Dumreicher ebbe differenze professionali per quanto riguarda la filosofia medica e la metodologia con il chirurgo Theodor Billroth (1829-1894), che portò a una lunga faida tra i due medici. Billroth si irritò ulteriormente quando Dumreicher, poco prima della sua morte nel 1880, raccomandò a Eduard Albert di essere il suo successore come capo del Primo Dipartimento di Chirurgia dell'Università di Vienna. Billroth sosteneva che Vincenz Czerny meritasse la promozione, invece che Albert.
Il suo luogo di sepoltura si trova nel cimitero di Hetzendorfer a Vienna. Dal 1953, a Donaustadt (22 ° distretto, Vienna), la Dumreichergasse è stata nominata in suo onore.